# Восточно-русское культурно-просветительное общество
Восточно-русское культурно-просветительное общество (рус. дореф. Восточно-русское культурно-просвѣтительное Общество) — общественная организация, существовавшая в городе Уфе в 1916—1919 годах в Уфимской губернии.
Инициаторами создания общества стали епископ Андрей (Ухтомский), М. А. Миропиев и А. Н. Деревицкий, учредителями — Е. В. Еварестов и А. М. Кулясов. Почётным членом общества был П. П. Башилов.
Основными целями общества были «содействие развитию духовных и материальных сил русской народности в восточной части России, сближению местного инородческого населения с русским народом на почве взаимного уважения и приобщения к русской образованности и гражданственности» и «противодействие разрушительным революционным тенденциям».
В 1916—1918 годах орган общества — православный журнал «Заволжский летописец» (с сентября 1918 года заменён журналом «Народ — хозяин»), выходивший два раза в месяц в Уфе. С мая 1919 года орган общества — общественно-политическая газета «Великая Россия», издавалась в Уфе с 21 марта по 20 мая 1919 года. Также обществом издавались с июля 1918 года журнал «За родную землю», и в 1916—1918 годах газета «Дус» («Друг») на татарском языке.

## История

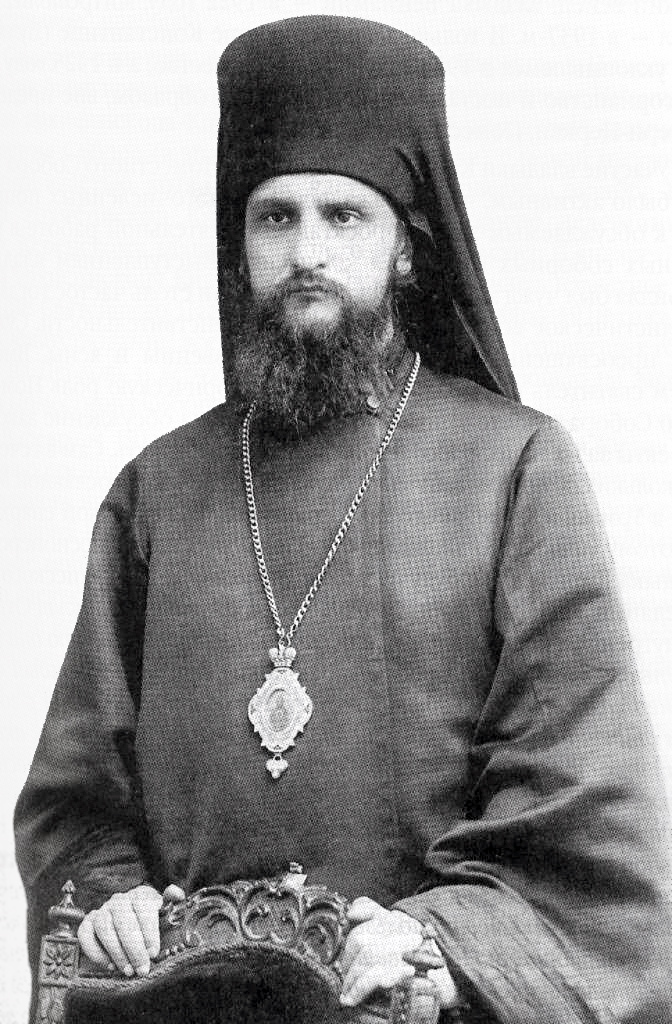
Епископ Уфимский и Мензелинский Андрей (Ухтомский).

2 февраля 1916 года состоялось учредительное собрание общества, созданного по инициативе епископа Андрея (Ухтомского) в городе Уфе. 30 марта 1916 года создано и внесено в реестр обществ и союзов Уфимской губернии. Руководящий орган — Совет общества, его председатель с 1916 года — епископ Андрей (Ухтомский). Устав общества разработан М. А. Миропиевым по типу Западно-русского общества.
В годы Первой мировой войны обществом организованы приюты для детей-сирот — на 45 мест в Уфе, и на 40 мест в селе Надеждино Уфимского уезда.
В 1916 году обществом в Уфимской губернии открыты: пять одноклассных начальных училищ в деревнях Ахуново и Усть‑Аяз Златоустовского уезда и на хуторах села Илек Уфимского уезда; две воскресные школы для взрослых при Александровской церкви и Крестовоздвиженской церкви в Уфе.
В 1917 году основано собственное издательство, которые выпустило более 100 наименований книг, брошюр, листовок на общественно-политические и духовно-нравственные темы.
В 1917 году заняло антибольшевистскую позицию, позже — выступило в поддержку А. В. Колчака. В 1917—1918 годах обществом организованы публичные лекции в Уфе и уездах по актуальным общественно-политическим вопросам.
Прекратило свою деятельность в июне 1919 года, после утверждения в городе Советской власти.